# Jamur Ujung
Jamur Ujung is een bestuurslaag in het regentschap Bener Meriah van de provincie Atjeh, Indonesië. Jamur Ujung telt 595 inwoners (volkstelling 2010).